# Англофобия
Англофобията (англос – английски и фобос – страх) е превзето, подозрително и неприятелско като цяло отношение към всичко английско, в частност и най-вече в политически и културен план, в т.ч. и към Британската общност и към държави с движение на автомобилите в лявата лента. В този смисъл се отхвърля и т.нар. общо право. 
Англофобията има доста дълга история още от времето на английската и последвалата я славна революция през 17 век, с изкования във Франция на класицизма израз – Коварният Албион. 
Англофобията намира почва също така в Испания във връзка със статута на Гибралтар, в Русия по време на голямата игра, а в най-ново време в Аржентина по повод Фолклендската война, а и в ЕС заради Брекзит.